# Инстигатор
Инстига́тор (пол. Instygator; от лат. instigio — возбуждаю) — главный прокурор (обвинитель) в Королевстве Польском и Великом княжестве Литовском. В Польше должность введена в 1557 году, в Великом княжестве впервые упоминается в 1565 году. Одновременно существовало два инстигатора — один в Короне и один в Великом княжестве. В XVIII веке должность стала дигнистарской, то есть истигатор не входил в число сенаторов.
С 1615 года известна должность помощника инстигатора — вице-инстигатора, который формально оставаясь подчинённым инстигатора, выполнял с ним одинаковые функции. Такое несоответствие привело к тому, что 1775 году должность вице-инстигатора была преобразована во второго инстигатора.
Инстигатор следил за доходами великого князя от столовых имений, возбуждал дела по поводу оскорбления его величества, государственной измены, нарушений со стороны должностных лиц. Заседал в асессорском (королевском) суде с правом совещательного голоса, а также референдарском суде. Инстигатор подчинялся канцлеру.
При созданных в Короне и Великом княжестве Трибуналах (в 1578 и 1581 годах соответственно) существовали должности трибунальских инстигаторов, занимавшихся поддержкой обвинения, обеспечением безопасности в зале суда и городе, в котором проходит заседание, а также взимавших плату со сторон.